# Gefahrstoffpumpe
Die Gefahrstoffpumpe oder Umfüllpumpe ist eine, meist tragbare, Pumpe welche von der Feuerwehr verwendet wird, um Säuren, Laugen und andere gefährliche Stoffe beispielsweise aus Tanks zu pumpen. Im Gegensatz zu normalen Pumpen ist sie dafür ausgelegt, auch aggressive Substanzen ohne Beschädigung pumpen zu können. Zudem besitzen Umfüllpumpen einen Ex-Schutz. Die Pumpe wird auf einem Gerätewagen Gefahrgut mitgeführt. Ein erfolgreicher Einsatz ist nur durch Vorhalten von umfangreichen Armaturen und beweglichen Schläuchen aus Edelstahl zu erreichen.